# Chatrichalerm Yukol
Chatrichalerm Yukol, taj. หม่อมเจ้าชาตรีเฉลิม ยุคล, pseudonim Than Mui (ur. 29 listopada 1942 w Bangkoku) – tajski reżyser i scenarzysta filmowy. Członek tajskiej rodziny królewskiej posiadający tytuł książęcy.
Autor ponad 30 filmów fabularnych. Początkowo, w latach 70. i 80., tworzył popularne kino z zacięciem społecznym, piętnujące korupcję, nierówności społeczne i degradację środowiska naturalnego. Jednakże najbardziej znany jest z kręconych od końca lat 90. epickich fresków historycznych, do których należy chociażby Królowa Syjamu (2001), będąca najdroższym i zarazem najbardziej dochodowym filmem w historii tajskiego kina. Innym wysokobudżetowym przedsięwzięciem była superprodukcja Król Naresuan (2007-2015), licząca obecnie sześć osobnych części. 
Cztery filmy Yukola reprezentowały jego kraj w wyścigu o Oscara dla najlepszego filmu nieanglojęzycznego. Reżyser zasiadał w jury konkursu głównego na 31. MFF w Berlinie (1981).